# Chiesi Farmaceutici
Chiesi Farmaceutici S.p.A. (Gruppo Chiesi) è una società biofarmaceutica multinazionale italiana con sede a Parma.
La società vanta più di 5643 brevetti internazionali: secondo i dati 2021 dell’Ufficio Brevetti Europeo (EPO), il Gruppo Chiesi, con 42 brevetti depositati, si conferma prima azienda farmaceutica italiana e terza tra le aziende italiane di tutti i settori per numero di depositi brevettuali. Gli investimenti nella ricerca superano i 589 milioni di euro (21,41% del fatturato), a fronte dei 687 ricercatori impiegati nei 7 Centri ricerche del Gruppo a Parma (Italia), in Francia, nel Regno Unito, in Svezia, Usa, Canada e Cina. La società ha oltre 6 500 dipendenti e tre stabilimenti produttivi in tutto il mondo: a Parma, in Francia a La Chaussée-Saint-Victor e in Brasile a Santana de Parnaìba.
Chiesi è membro della Federazione Europea delle Industrie e delle Associazioni Farmaceutiche (EFPIA), della Federazione Internazionale dei Produttori e delle Associazioni Farmaceutiche (IFPMA), e della Confederazione Europea degli Imprenditori Farmaceutici (EUCOPE).

## Storia
Fondata nel 1935 da Giacomo Chiesi attraverso l'acquisizione del Laboratorio Farmaceutico Parmense, nei primi anni quaranta la società vive una fase di espansione, esportando farmaci in Eritrea e Austria.
Nel 1944 una bomba distrugge quasi tutto il laboratorio e l'attività si ferma, nel 1955 viene costruito un nuovo stabilimento con una cinquantina di dipendenti, nel 1966 il timone dell'azienda passa ai due figli del fondatore, Alberto e Paolo. La svolta nel 1979 grazie al successo di un prodotto cortisonico per l'asma.
Tra il 1995 e il 2006 Chiesi realizza una serie di acquisizioni e collaborazioni all'estero dopo avere già aperto uno stabilimento in Brasile. Nel 1995 rileva la Wassermann spagnola. Nel gennaio 1998 apre in Grecia la Chiesi Hellas che importa i prodotti dall'Italia e nel settembre dello stesso anno acquisisce i Laboratoires Logeais di Parigi. Nel 1999 rileva l'inglese Trinity Pharmaceuticals, specializzata nella distribuzione, e due anni più tardi un'altra nello stesso settore in Austria, Torrex, con cui la società si affaccia sui mercati dell'Est Europa. Nel 2002 nasce Chiesi GmbH, con sede ad Amburgo, in Germania. Sono poi aperte consociate in Russia, Olanda e Belgio.
L'espansione continua dopo il lancio nel 2006 della specialità Foster per l'asma, diventato il primo prodotto del Gruppo. Nel 2008 iniziano le attività di Chiesi Cina e nel 2009 viene acquisita la maggioranza azionaria della società americana Cornerstone Therapeutics Inc. (poi diventata al 100% nel 2013). Successivamente, nel 2011 viene inaugurato a Parma il nuovo Centro Ricerche.
Nel 2013 è acquisita la danese Zymenex (biotecnologie), nel 2016 la società rileva le cure cardiovascolari dell'americana The Medicines Co. e sempre nello stesso anno raggiunge l'acquisizione di tutto il patrimonio azionario della britannica Atopix Technologies Lt. (biotecnologie).
Nel 2020 il Gruppo annuncia la creazione a Boston della nuova business unit, Global Rare Diseases, dedicata alla ricerca avanzata e allo sviluppo di nuovi prodotti per le malattie rare e ultra-rare, mentre a Parma viene inaugurato il nuovo Headquarters certificato LEED premium.
Nel 2018 Chiesi diventa sia in Italia che negli Stati Uniti Società Benefit, integrando nel proprio oggetto sociale, oltre agli obiettivi di profitto, lo scopo di avere un impatto positivo sulla società e sulla biosfera.
Inoltre, nel giugno 2019 Chiesi diventa B Corporation certificata, in quanto soddisfacente elevati standard a livello di prestazioni sociali e ambientali, trasparenza e responsabilità. Nel 2021 anche Chiesi France diventa la prima "Société à mission" (SAM) francese del settore farmaceutico.
Tra la fine degli anni Novanta e l'inizio del nuovo millennio, entra in azienda anche la terza generazione della famiglia: Alessandro Chiesi, Chief Commercial Officer, Andrea Chiesi, Head of Special Projects, Maria Paola Chiesi, Head of Shared Value & Sustainability, e Giacomo Chiesi, Head of Global Rare Diseases.
Il 22 settembre 2022 Chiesi sviluppa, con un investimento di 350 milioni di euro, un programma per affrontare il problema dell'impronta carbonica degli inalatori spray entro il 2025.
Nel 2022 Chiesi ha celebrato l’inizio dei lavori per la costruzione del nuovo “Biotech Center of Excellence”, situato accanto all’attuale stabilimento produttivo italiano del Gruppo a Parma. Il nuovo polo di R&S e produzione sarà operativo a partire dal 2024, grazie ad un investimento pari a 85 milioni di euro, che consentirà a Chiesi di consolidare il proprio know-how nel campo dei prodotti biotecnologici. Il nuovo Centro abbraccerà l’intera filiera end-to-end, con i primi prodotti che dovrebbero entrare in comercio nel 2025. In linea con l’impegno di Chiesi come B Corp, il Centro sarà realizzato in modo sostenibile e conforme ai criteri LEED.
Nel 2023 acquisisce Amryt Pharma, gruppo specializzato nell'acquisizione, nello sviluppo e nella commercializzazione di nuovi trattamenti per le malattie rare, per un controvalore di 1,48 miliardi di dollari.

## Aree terapeutiche
Il Gruppo Chiesi è impegnato in tree aree d'azione: Air, prodotti e servizi in ambito respiratorio per il trattamento di asma, BCPO, apnea della prematurità, sindrome da distress respiratorio neonatale (RDS) e fibrosi cistica; rare, focalizzata sulla ricerca di soluzioni innovative e servizi personalizzati per migliorare la qualità di vita dei pazienti con malattie rare e ultra-rare, come disturbi da accumulo lisosomiale (LSD), talassemia e anemia falciforme, immunologia e oftamologia rare; e infine Care, prodotti per la cura e il benessere della persona forniti da professionisti sanitari.
Chiesi Farmaceutici sviluppa soluzioni terapeutiche per malattie respiratorie come l'asma e la BPCO (broncopneumopatia cronica ostruttiva), entrambe caratterizzate da una riduzione del flusso respiratorio sebbene caratterizzate da diverse dinamiche fisiopatologiche. 
I nuovi farmaci si basano su una tecnologia che consente la produzione di soluzioni spray per l'inalazione di particelle extrafini.
La società fornisce inoltre medicinali destinati ai neonati pretermine, in particolare: un surfattante naturale somministrato per via intra-tracheale per il trattamento della sindrome da distress respiratorio (RDS), nella quale vi è un deficit di tale sostanza; caffeina citrato, uno stimolante del sistema nervoso per il trattamento dell'apnea della prematurità.

### Prodotti per le malattie orfane
Chiesi, inoltre, sta sviluppando nuove soluzioni terapeutiche in diverse aree delle malattie rare:
- Per la Neuropatia ottica ereditaria di Leber (LHON), una rara condizione oculare che può portare alla cecità, è stato commercializzato un trattamento con cellule staminali, il primo approvato in Europa, a base di idebenone.[15][16][17][18]
- Nel 2018 ha ottenuto l'autorizzazione all'immissione in commercio in Europa per una terapia di sostituzione enzimatica a base di velmanase alfa per il trattamento dell'α-mannosidosi, condizione clinica estremamente rara.[19][20]
- Produce per il trattamento della cistinosi nefropatica un farmaco a base di β-mercaptoetilammina o cisteamine.[21][22][23]
- Inoltre sta sviluppando un nuovo prodotto per la malattia di Fabry.[24][25][26]
- Inoltre il deferiprone per il trattamento della talassemia maggiore.[27][28][29]
- Insieme ad altre molecole in varie fasi di sviluppo pre-clinico.[24]

## Dati economici
Nel 2010 il fatturato supera il miliardo di euro, con un aumento delle vendite del 16,4% rispetto al 2009. Nel 2013 il fatturato raggiunge 1,236 miliardi, mentre nel 2016 la società chiude l'anno a 1,571 miliardi, con un incremento del 7% rispetto all'anno precedente. La solidità dell'azienda si riflette negli investimenti in Ricerca e Sviluppo, che hanno raggiunto i 340 milioni di euro nel 2016 (+12,5% rispetto al 2015).
Nel 2020 il fatturato del Gruppo ha superato 2 miliardi di euro e nel 2022 ha toccato quota 2,749 miliardi.